# Fjord de Nissum
Le fjord de Nissum est une crique située dans le Jutland occidental, à l’ouest de Vemb. Il est séparé de la mer du Nord par un isthme de 1,3 km de large, le Bøvling Klit, qu’on peut franchir par une écluse à Thorsminde. L’entrée a une superficie d’eau de  70 km2 (ou  7 000 ha) mais la profondeur moyenne de l’eau n’est que d’environ un mètre, et les zones les plus profondes de Felsted Kog et du centre de la crique se situent entre deux et trois mètres. La partie nord de la crique, appelée fjord de Bøvling, est si peu profonde qu’elle est parfois complètement drainée par des vents forts. Le fjord de Nissum est alimenté par plusieurs ruisseaux qui s’y jettent, tels que le Ramme, le Flynder, le Damhus et le plus grand ruisseau, le Storåen, qui a son embouchure à l’angle est de Felsted Kog à l’extrémité sud-est de l’anse. Depuis les années 1870, l’écluse de Thorsminde régule le niveau d’eau et la salinité de l’entrée, ce qui facilite les échanges d’eau dans la crique. L’ensemble de l’anse ainsi que certaines terres environnantes sont désignés comme sanctuaire de faune sauvage et zone humide Ramsar, et l’anse et ses roseaux et prairies environnants abritent une riche variété d’oiseaux.

## Fjandø
Dans la partie sud-ouest du fjord de Nissum, au large de la péninsule de Nørre Fjand, se trouve une petite île inhabitée de 40 hectares appelée Fjandø. La végétation de bruyère de l’île est contrôlée par un troupeau de moutons pendant l’été, ce qui offre de bonnes conditions pour la vie des oiseaux. Du 1er avril au 31 août, il y a une interdiction totale de circulation sur l’île et dans une zone de 100 m autour de l’île.

## Felsted Kog
Felsted Kog est le résultat d’un projet de drainage dans la seconde moitié du XIXe siècle. Le « Kog » tire son nom de l’époque où les gens tentaient de drainer toute la crique ; « Kog » signifie « terre acquise ». Le projet n’a réussi qu’à Felsted où une digue de 13 km de long a été construite et environ 1400 hectares ont été drainés, mais on s’aperçut bientôt que le sol n’était pas propice à l’agriculture, et la digue se rompait souvent sous l’effet de fortes tempêtes. C’est ainsi que le projet fut abandonné en 1885.